# Bighorn National Forest
Der Bighorn National Forest ist ein in Wyoming gelegener National Forest. Das Gebiet umfasst eine Fläche von 4.482 km² und wurde nach dem Bighorn River benannt. Es liegt fast ausschließlich auf einer Höhe von über 1.500 m über dem Meeresspiegel. Die größte Erhebung ist mit 4.020 m der Cloud Peak in den Bighorn Mountains. Es ist einer der ältesten National Forest der Vereinigten Staaten. Wie alle National Forests ist er im Bundesbesitz und wird intensiv forstwirtschaftlich genutzt.
Innerhalb des Waldes gibt es 32 Campingplätze, zudem ein Skigebiet und über 2.400 km Wanderwege.

## Flora und Fauna
Die Wälder werden hauptsächlich von Küsten-Kiefern, Fichten und Tannen dominiert. Zudem kommen Pappeln häufig vor. In den unbewaldeten Gebieten kommen Süßgräser und Artemisia-Arten vor.
Neben den Dickhornschafen kommen Schwarzbären, Gabelböcke und Pumas vor. Zu den größeren Vogelarten gehören Weißkopf-Seeadler und Steinadler.

## Schutzgebiete innerhalb des Waldes
Mit der Cloud Peak Wilderness gibt es ein Totalreservat, welches als Wilderness Area ausgezeichnet ist. Zudem ist hier das Medicine Mountain National Historic Landmark zu finden.

## Bilder

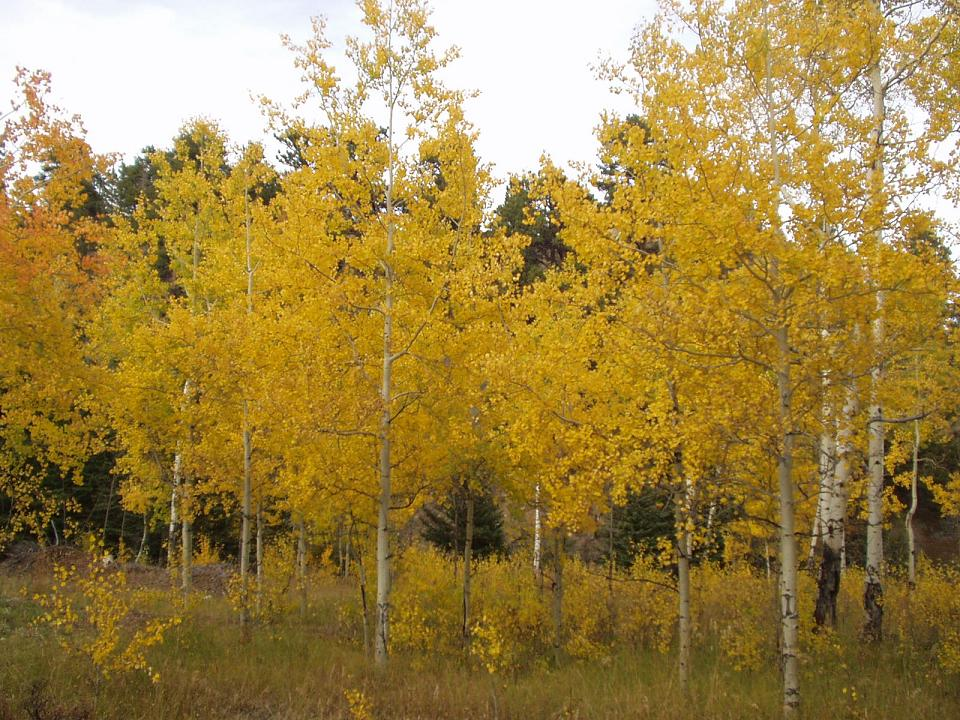
Herbst im Schutzgebiet
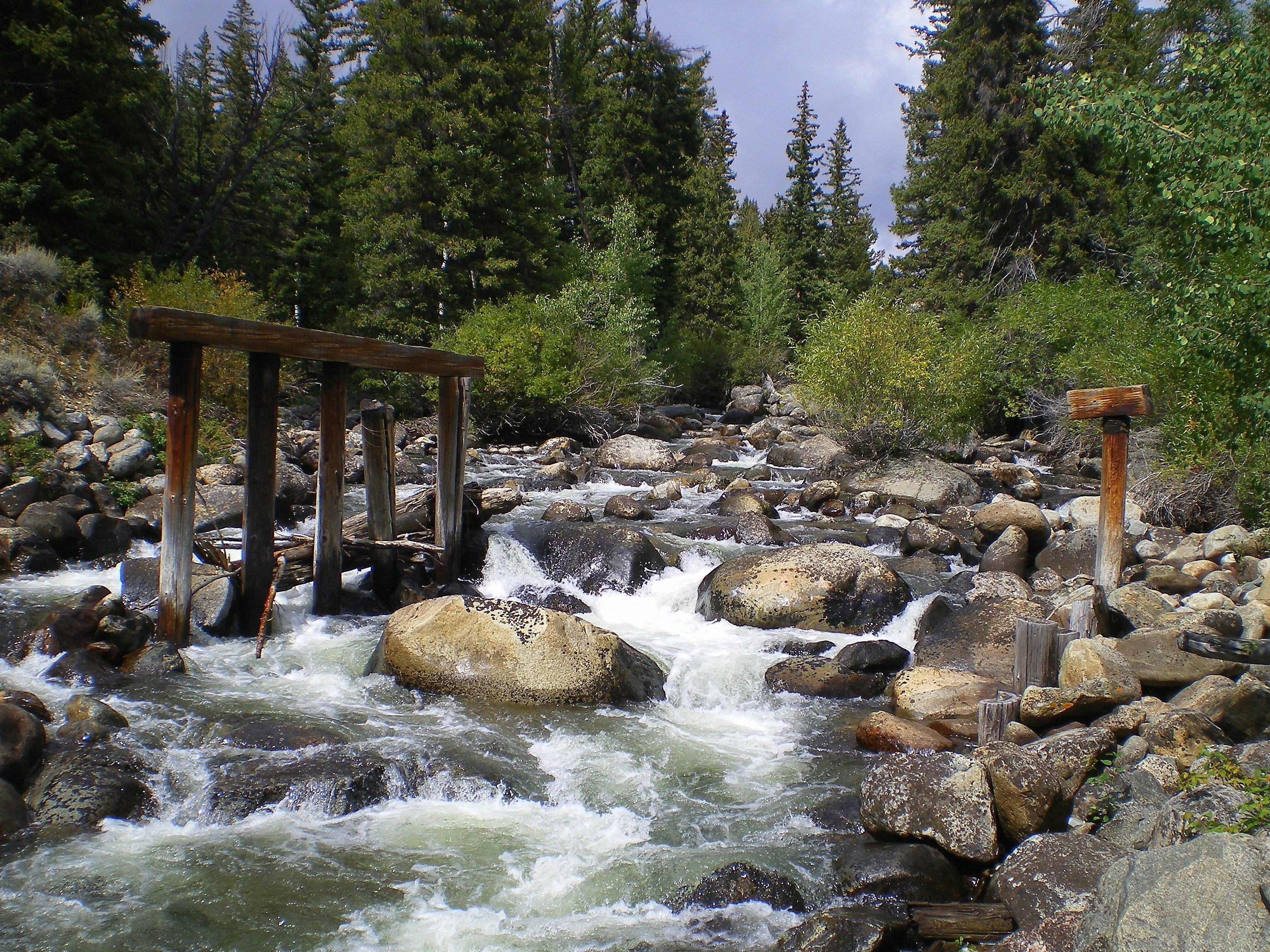
Der Ten Sleep Creek
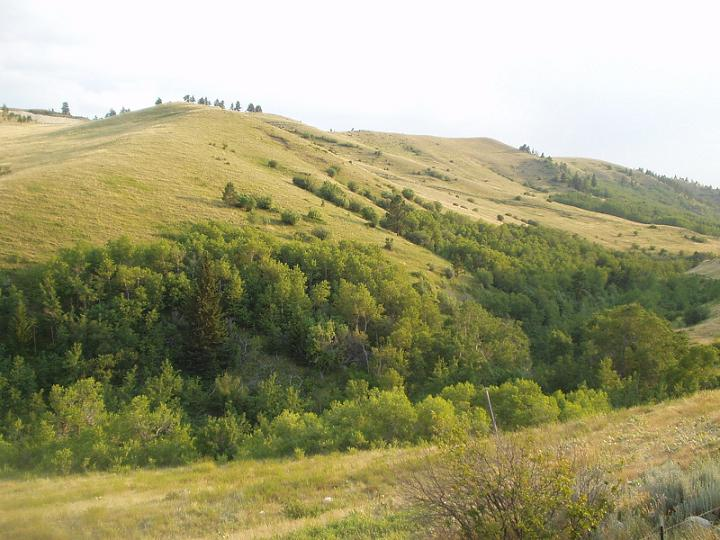
Die Bighorn Mountains
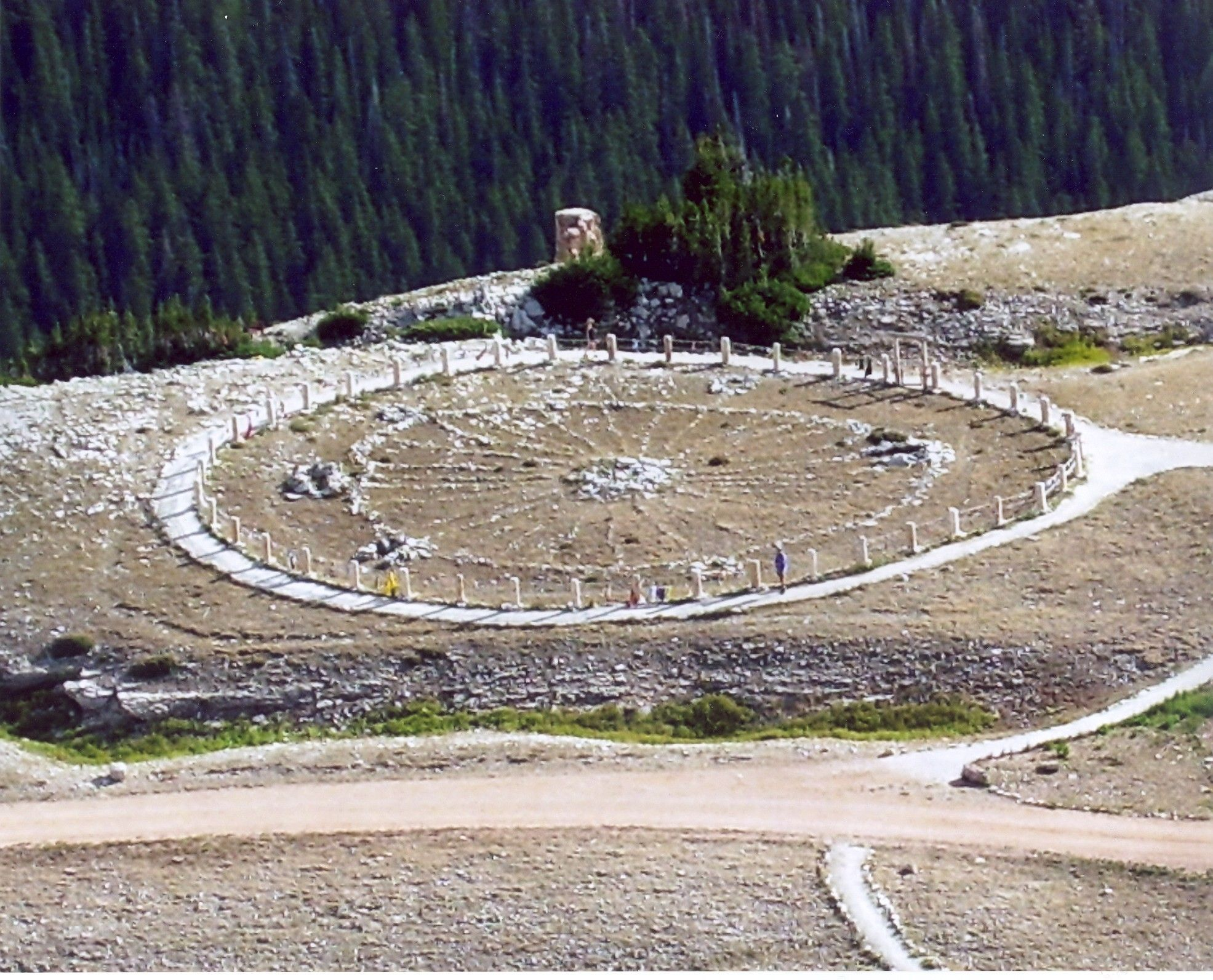
Das Bighorn Medicine Wheel im National Forest